# 伊斯蘭世界奴隸貿易
伊斯蘭世界奴隸貿易，是伊斯蘭世界一種傳統貿易，整個伊斯蘭世界都有此活動，於伊斯蘭教創教前已流行，王公、酋長甚至是富裕的自由人都可能擁有大量的奴隸、女奴。在伊斯蘭世界的奴隸與美洲的蓄奴不完全相同，一些伊斯蘭奴隸的身分更接近管家，但主要還是作為勞力使用。

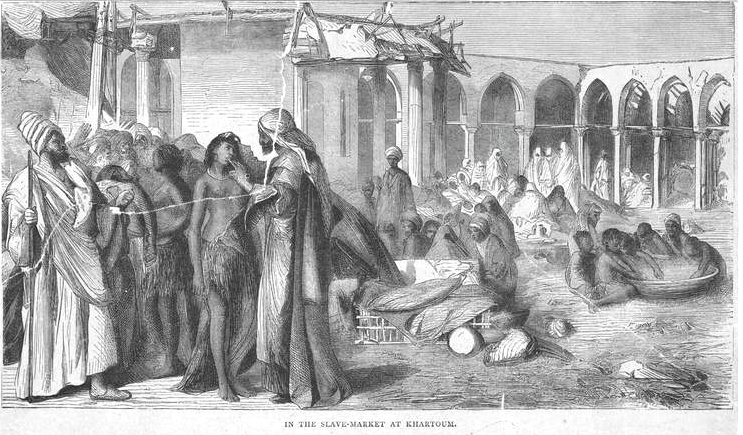
1876年苏丹喀土穆的奴隶市场

## 概述
在古代的阿拉伯，販賣人口並不違法。當時因為社会生产力普遍低下，需要大量的奴隸來幫助農業生產，奴隶貿易实际上作为一种普遍现象，奴隸即貨物，可以用黃金、白銀或各種通貨購買，甚至用蠶絲、香料、菸草、茶葉、咖啡豆等各種民生物資「以物易奴」。阿拉伯人曾掠捕或販賣世界上各地區和種族的人口，多為黑人。奴隸的貿易，并非只有黑奴，阿拉伯世界同样亦有白人被卖为奴隸，尤其是斯拉夫人，中世紀很多奴隶在与欧洲作战时从天主教国家掠来。《天方夜譚》的故事中多次提及白奴。

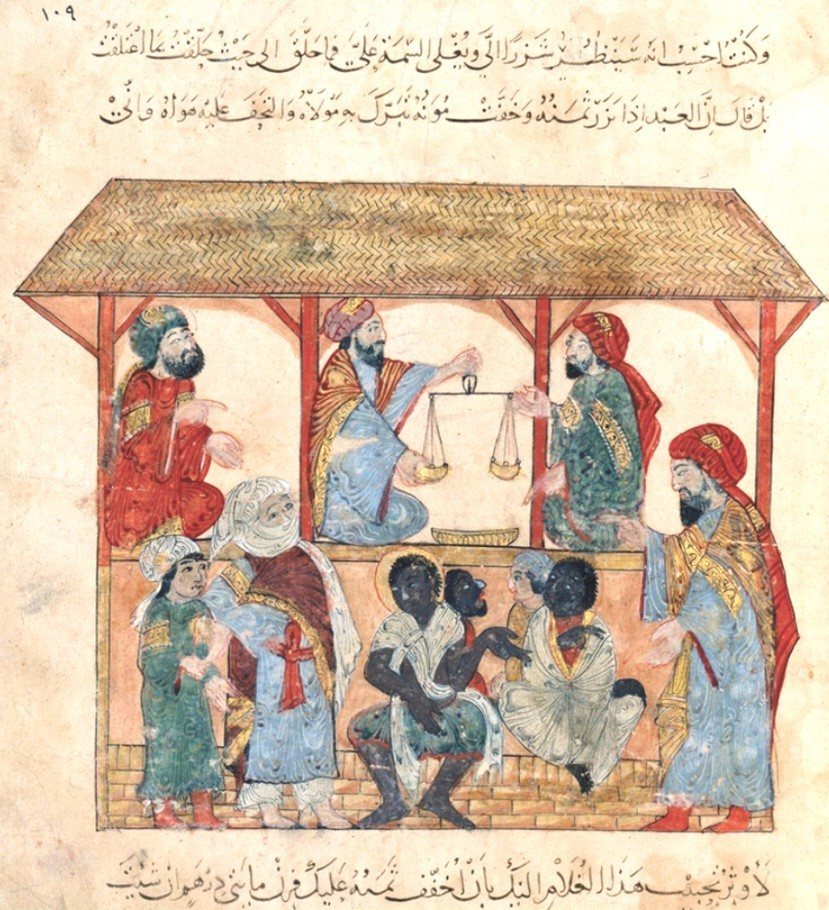
13世纪时的也门奴隶市场

伊斯蘭教創教後並未禁止蓄奴，阿拉伯人經商之餘，將黑奴经由撒哈拉沙漠、尼罗河、中部非洲及印度洋卖到北非、南欧、中亚、南亚等地，也可能帶回阿拉伯。歷史學家估計，在650年和1900年之間，有1,000萬至1,800萬來自歐洲、亞洲和非洲的人被阿拉伯奴隸販子捕捉、奴役和出售，他們通常不販賣穆斯林，只販賣異教徒(不同教派的穆斯林也被販賣)。早期伊斯兰西苏丹国（今西非），包括加纳（750–1076）、马里（1235–1645）、塞古（1712–1861），和桑海（1275–1591），约有三分之一的人口是奴隸。在9-10世纪，黑奴可能构成下伊拉克至少一半的人口。与此同时，该地很多奴隶从中亚和高加索地区运来。

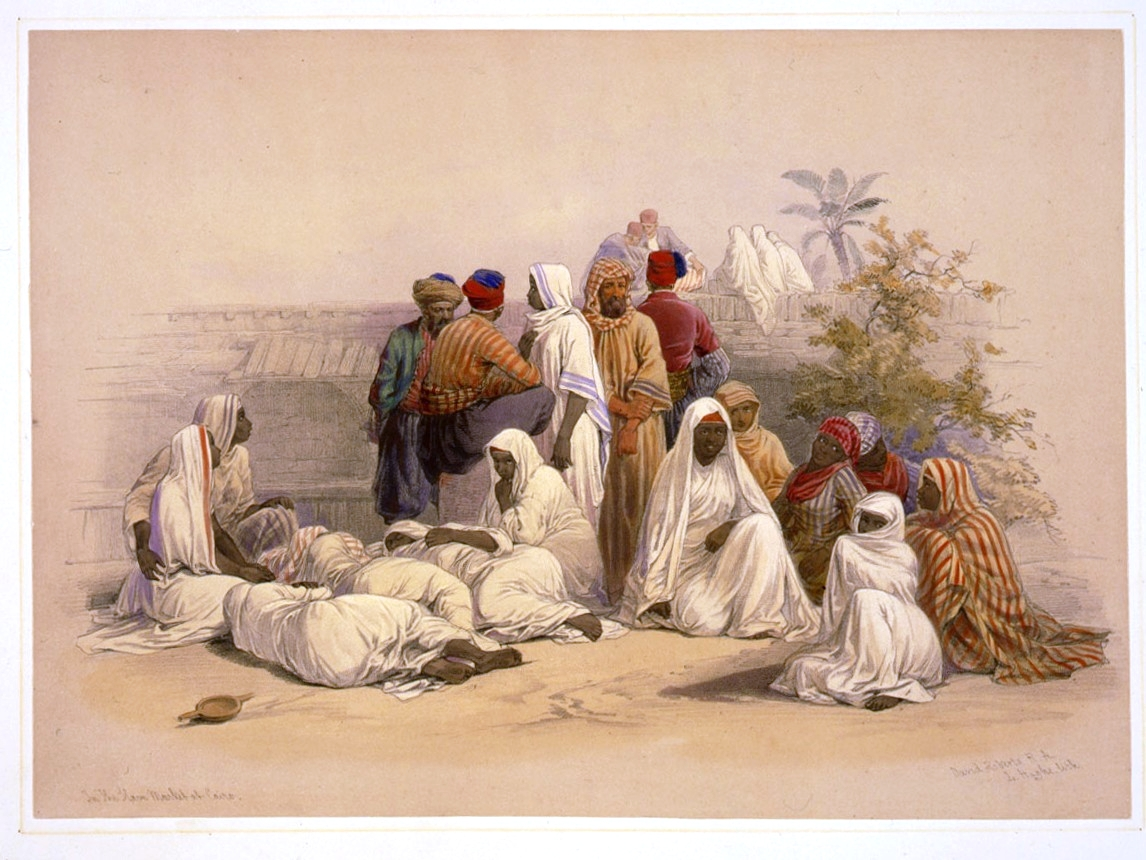
大约1848年于埃及开罗的奴隶市场

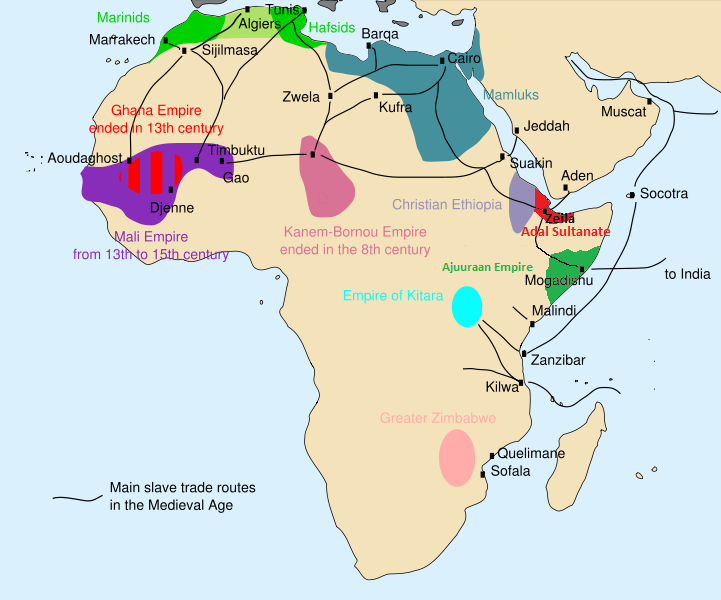
中世纪非洲主要的贩卖奴隶路线

被奴役的非洲人在阿拉伯世界的城镇被出售。 1416年，马格里齐（al-Maqrizi）讲述了来自塔库鲁（塞内加尔河附近）的朝圣者如何将1,700名奴隶带到麦加。在北非，主要的奴隶市场是摩洛哥、阿尔及尔、的黎波里和开罗。销售主要在公共场所或露天市场举行。奴隶通常会被贩主脱光衣物至裸体，待检查完毕后就会将其带往市场贩售，年轻的少女会先被检查是否是处女，随后就被带到市场上赤裸展示。运送奴隶的路线取决于贩奴者的目的地。前往埃及的奴隶将乘船沿尼罗河而下，前往阿拉伯的奴隶将被送往红海港口，如萨瓦金和阿萨布。而前往北非的奴隶必须走自公元前1000年左右开始使用的撒哈拉贸易路线。
伊本·白图泰诉说自己曾多次被赠与或卖为奴隶。十四世纪伟大的学者伊本·赫勒敦写道：“黑人国度的规矩是屈服于奴隶制，因为黑人根本没有人性和财产，与愚蠢的动物十分相似。”奴隶在伊斯兰世界的边境被捕获或购买，运送到各大主要城市，在那里的奴隶市场被销售到各地。
奥斯曼帝国在拜占庭－鄂圖曼戰爭後建立了蘇丹亲兵耶尼切里，将数以千计的基督徒小男孩带入德夫希尔梅系统。他们待遇优厚，但是被政府认定是合法奴隶，不允许私自结婚。他们不再被买卖。帝国给予他们重要的行政和军事职位。这个系统开始于1365年；到了1826年有约135,000亲兵，系统隨即废止。在勒班陀战役后有12,000名基督徒船奴被捕，从奥斯曼舰队那里获得自由。东欧受到了一系列鞑靼袭击，目标是掠夺物资和人员。1474-1569年间，波兰立陶宛记录了75次克里米亚鞑靼掠夺。
伊斯蘭世界在1500-1700年间从波兰立陶宛和俄罗斯进口约200万奴隶。戴劳·P·凯撒写道：“1774年吉尔吉斯-哈萨克人部落對俄罗斯帝国定居点捕获了1573人，只有半数成功被赎出。剩下的要不是被杀害，就是成為奴隸(報復俄國在哈薩克汗國北部建設堡壘線)。”中亞的土庫曼人生計其中一個來源是販奴。

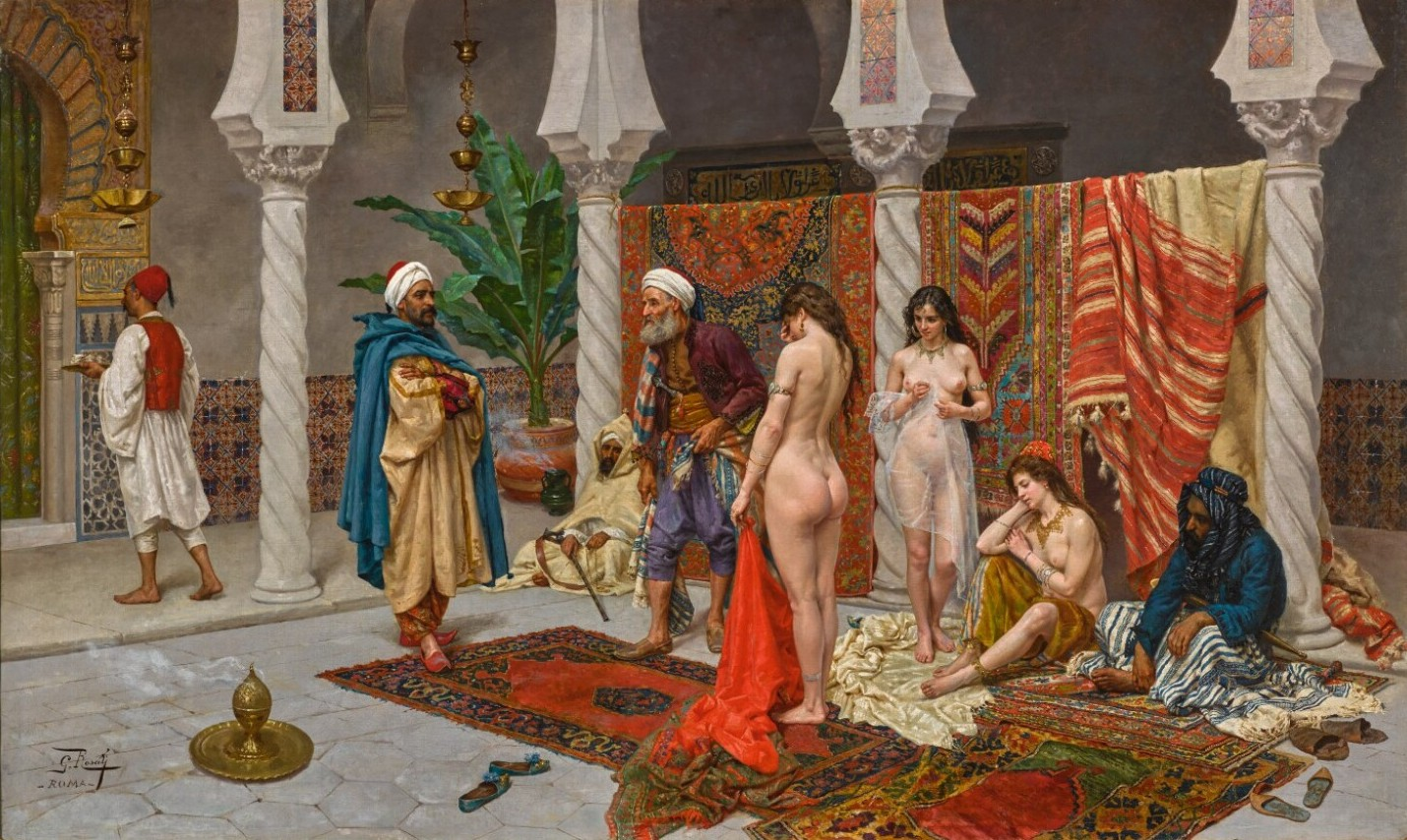
奥斯曼帝国的切尔克斯人性奴正在被接受挑选。

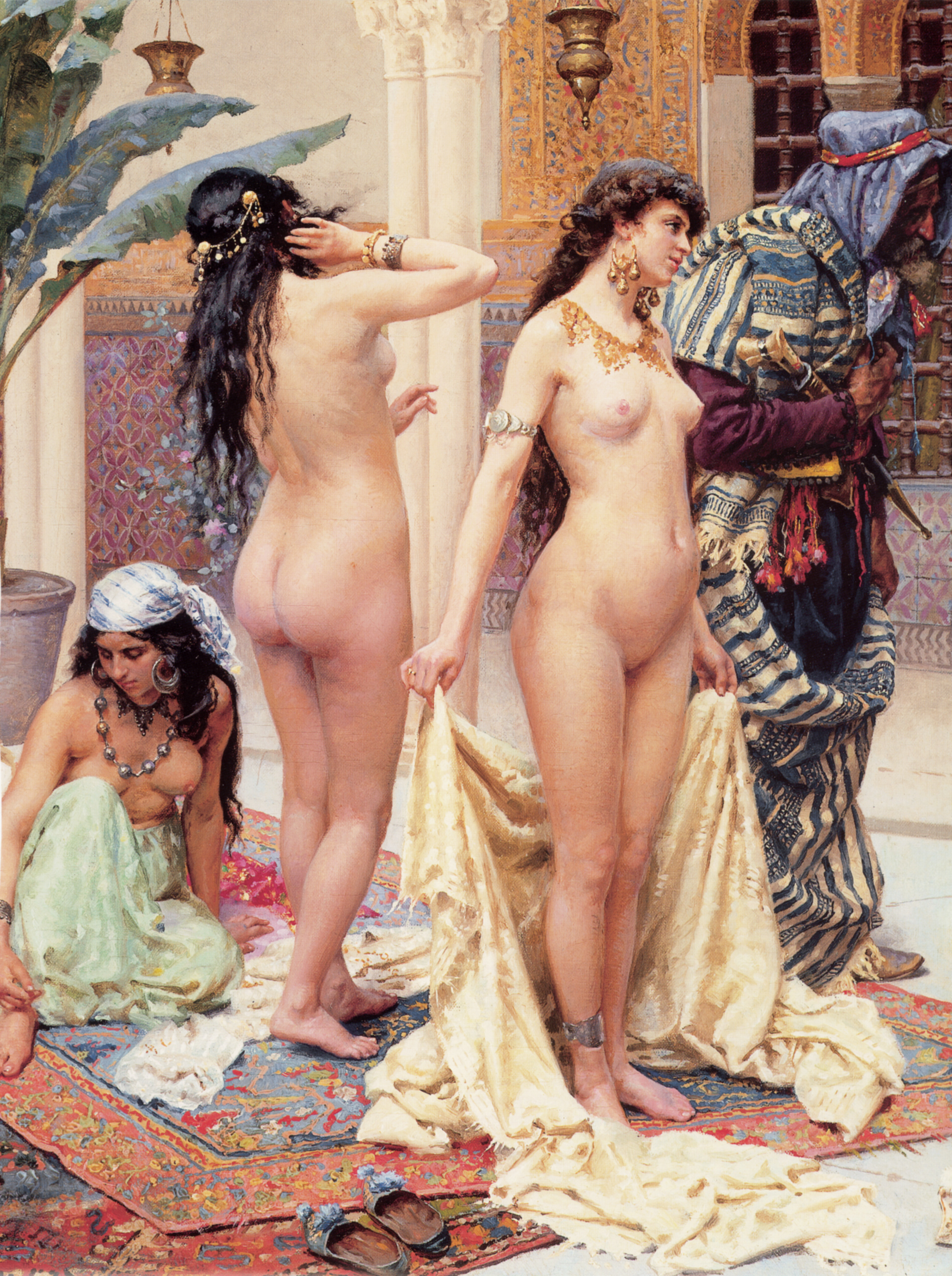
切尔克斯人性奴

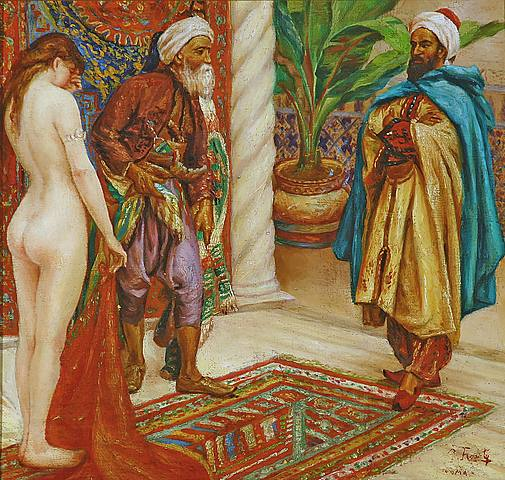
赤身裸体的切尔克斯女子正在被接受挑选。

直到十八世纪晚期，克里米亚汗国依然与奥斯曼帝国和中东维持着数量庞大的贩奴贸易。在1800-1909年间，约有200,000斯拉夫人（主要是切尔克斯人），被送或賣至奥斯曼帝国。被捕的俄罗斯和波斯奴隶被送往位于中亚中心的希瓦汗国奴隶市场。在十九世纪四十年代早期，布哈拉乌兹别克国有约900,000名奴隶。直到1908年，女奴依然被卖往奥斯曼帝国。
1960年代，阿拉伯国家才正式禁止販奴和蓄奴。

### 引用
1. ↑  . Books.google.com. 2004-01-01  [2013-03-12]. ISBN 9781420902044.[]
2. ↑  Gordon 1989，第108-110頁.
3. ↑  "Medieval Sourcebook: Ibn Battuta: Travels in Asia and Africa 1325–1354 （页面存档备份，存于）"
4. ↑  Bernard Lewis. . Oxford University Press. 1992-04-30: 53–  [2012-05-31]. ISBN 978-0-19-505326-5. （原始内容存档于2020-08-20）.
5. ↑  Historical survey: The international slave trade （页面存档备份，存于）. Encyclopædia Britannica.
6. ↑  slave-trade （页面存档备份，存于）. JewishEncyclopedia. com
7. ↑  Muslim Slave System in Medieval India （页面存档备份，存于）, K. S. Lal, Aditya Prakashan, New Delhi
8. ↑  David Nicolle, The Janissaries (Osprey Publishing, 1995)
9. ↑  . Trivia-library.com.   [2010-08-29]. （原始内容存档于2017-11-19）.
10. 1 2  Mikhail Kizilov. . Oxford University.   [2017-10-10]. （原始内容存档于2014-10-18）.
11. ↑  Davies, Brian. . 2007: 17. ISBN 0-415-23986-9.
12. ↑  Darjusz Kołodziejczyk, as reported by Mikhail Kizilov. . The Journal of Jewish Studies: 2. 2007  [2017-10-10]. （原始内容存档于2014-04-20）.
13. ↑  Darrel P. Kaiser. . Darrel P. Kaiser. 2006  [2012-05-31]. ISBN 978-1-4116-9894-9. （原始内容存档于2021-02-15）.
14. 1 2  W. G. Clarence-Smith (2006). "Islam And The Abolition Of Slavery （页面存档备份，存于）". Oxford University Press. pp. 13–16. ISBN 978-0-19-522151-0
15. ↑  . Khiva.info.   [2010-08-29]. （原始内容存档于2020-12-02）.
16. ↑  Sexual slavery – the harem （页面存档备份，存于）. BBC – Religion & Ethics.